# Total War: Warhammer
Total War: Warhammer é um jogo eletrônico de estratégia por turnos desenvolvido pela Creative Assembly e publicado pela Sega. É o décimo jogo da franquia Total War e o primeiro ambientado na série Warhammer da Games Workshop.
Foi bem recebido pela crítica e se tornou um dos jogos mais bem sucedidos da franquia Total War, vendendo mais de um milhão de cópias nos primeiros dias de vendas.

## Jogabilidade
Total War: Warhammer é dividido em campanhas e jogado por turnos, numa escala de reinos e gerenciamento de recursos, e é situado em uma parte do mapa do universo de Warhammer chamada de Old World. Numa escala menor, assim como outros jogos da série Total War, as batalhas podem ser jogadas em tempo real, onde o jogador controla os exércitos, torres de cerco, unidades de artilharia, criaturas e etc.
Pode-se escolher jogar com diversas raças e facções do universo de Warhammer, como Dwarfs, The Empire, Greenskins e Vampire Counts que foram lançadas junto com o lançamento do jogo base. Mas também pode-se escolher dentre as raças que foram adicionadas posteriormente como DLCs, que são: Wood Elves, Beastmen, Chaos e Norsca. 